# Брянский лес

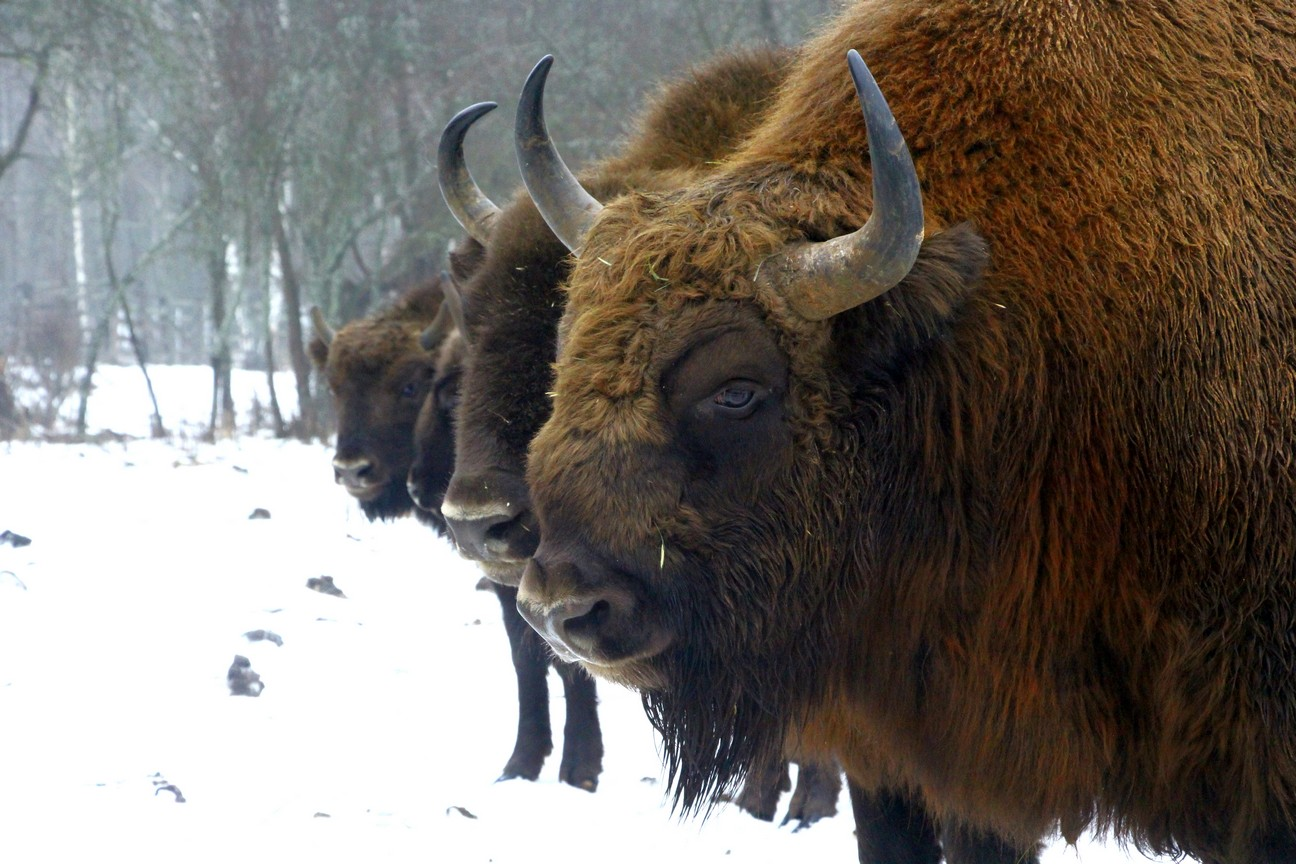
Зубры Брянского леса

Государственный природный биосферный заповедник «Бря́нский лес» (биосферный резерват Неруссо-Деснянское полесье) — заповедник Брянских лесов, расположенный на территории Суземского и Трубчевского районов Брянской области России.

## История
Необходимость создания государственного заповедника назревала ещё с середины XX века. В 1959 году в еженедельнике Союза писателей России «Литература и жизнь» была опубликована заметка «В защиту брянского леса» Ивана Дебрина, старшего инструктора Центрального Совета военохотобщества, в которой он призывал создать в трубчевско-суземских лесах заповедную зону. Однако в течение 25 лет эта идея так и не была реализована. В 1983 году в газете «Брянский рабочий» стал публиковать очерки «Записки с кордона» фотограф Игоря Шпиленка, который тогда работал школьным учителем в селе Новенькое. Очерки Шпиленка вызвали широкий резонанс, а после победы его повести на Всероссийском конкурсе по освещению вопросов охраны природы, местное руководство прислушалось к идее создания заповедника.
В 1984 г. на территории Погощенского лесничества был организован памятник природы «Суземский». Заповедник «Брянский лес» был официально создан в 1987 году, в течение 10 лет его директором был Игорь Шпиленок.
10 ноября 2001 года «Неруссо-Деснянское Полесье», в которое входят заповедник «Брянский лес», его охранная зона и прилегающая к ним сеть региональных заказников и памятников природы, получило статус биосферного резервата ЮНЕСКО.

## География
Заповедник «Брянский лес» — часть физико-географического района Неруссо-Деснянского полесья, расположенного в бассейне среднего течения реки Десны (левый приток реки Днепр). Рельеф заповедника — пологий, равнинный. Минимальная высота над уровнем моря — 134,5 м (урез воды в р. Нерусса), максимальная — 189,4 м. На суходолах преобладают песчаные и супесчаные дерново-подзолистые почвы; в поймах — аллювиальные луговые и низинные болотные почвы. В старину брянские леса занимали гораздо большую площадь, чем сейчас, и считались дремучими.
Современный заповедник занимает площадь в 12 280 гектаров, охранная зона вокруг заповедника составляет 9 654 га.

## Климат
Климат — субконтинентальный. Среднегодовая температура за период 1991—2005 гг. составила +6,4 °C, что на 1 °C выше среднегодовой многолетней температуры района (+5,4 °C). Средняя температура самого холодного месяца за этот же период составила −5,4 °C, что на 3 °C выше многолетних значений (−8,4 °C.). Средняя температура лета составила +17,9 °C, что на 0,3 °C ниже многолетних значений предшествующего периода. Средняя сумма осадков — 550 мм, что на 105 мм ниже нормы (средних многолетних значений предшествующего периода).

## Флора и фауна

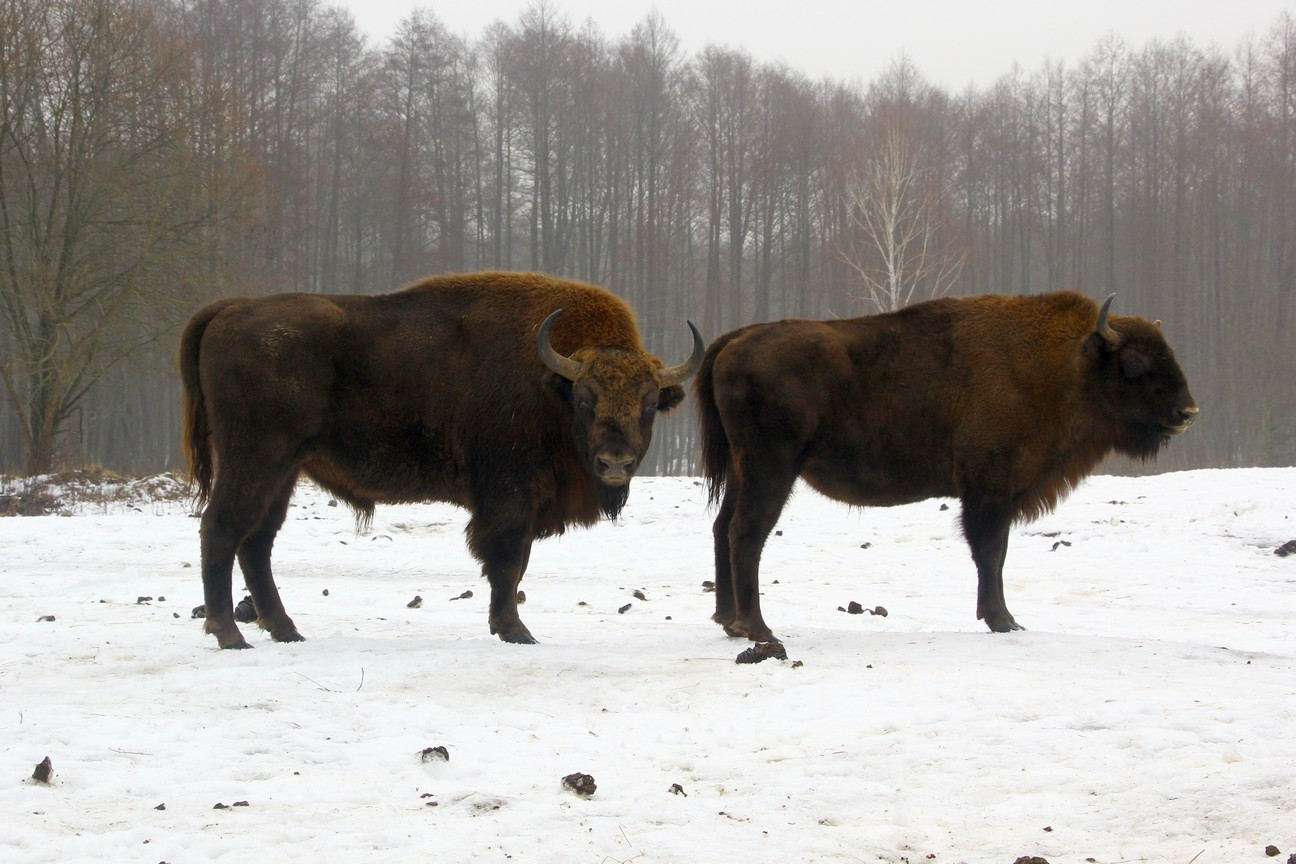
Слева — Губернатор, крупнейший бык Брянского леса

В зоогеографическом плане заповедник расположен в юго-западной части центрально-русского района провинции смешанных лесов бореально-лесной подобласти палеарктической области. Особенность животного населения этих мест — прохождение южных рубежей современного распространения некоторых бореально-лесных видов. В их числе: глухарь, мохноногий сыч, заяц-беляк, рысь, бурый медведь, кабан и др.
Брянский лес — единственное место в Европе, где встречаются все 10 видов европейских дятлов: большой, средний, малый, сирийский, белоспинный, седой, зелёный, трёхпалый дятлы, дятел-желна и вертишейка. На территории заповедника обитает 868 видов высших растений, из них пять краснокнижных, 23 вида орхидей, 280 видов позвоночных животных, 156 видов птиц, 29 — рыб.
В ботанико-географическом плане заповедник расположен на стыке двух подпровинций (Полесской и Среднерусской) Восточноевропейской провинции широколиственных лесов недалеко от южной границы подтаежной области. Особенность растительного покрова этих мест — широкое распространение сосновых и сосново-дубовых лесов на бедных песчаных почвах, в составе которых заметную роль играет ель. Зональные широколиственные и елово-широколиственные леса встречаются редко.
В заповеднике ведутся программы по восстановлению природного биоразнообразия. С 1996 года совместно с тверской биостанцией «Чистый лес» идёт проект восстановления популяции медведей. К 2014 году в «Брянский лес» было выпущено 16 медвежат, подготовленных к самостоятельной жизни. В 2014-м заповедник начал проект «Остров медведей», направленный на изучение и сохранение местной популяции этих животных. С октября 2011 года в «Брянском лесу» восстанавливают популяцию зубров. К 2022 году число зубров в заповеднике достигло 140 особей.

## Режим охраны и буферные зоны

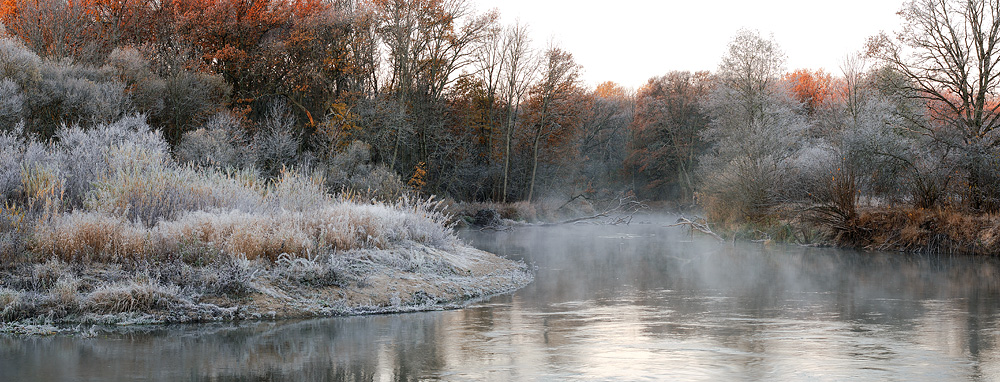

Заповедник имеет охранную зону площадью 9654 га. На прилегающих к заповеднику территориях создана сеть государственных заказников и памятников природы областного значения, охрана которых осуществляется землепользователями совместно с заповедником. Эти территории отнесены к участкам буферных зон заповедника. Сюда включаются государственный природный заказник федерального значения «Клетнянский» (площадь 39100 га) и следующие территории:
Государственные заказники областного значения
| Название                       | Площадь, га | Год создания |
| ------------------------------ | ----------- | ------------ |
| «Трубчевский партизанский лес» | 1293        | 1972         |
| «Деснянско-Жеренский»          | 2651        | 1978         |
| «Скрипкинский»                 | 5445        | 1995         |
| «Будимирская Пойма»            | 1500        | 2001         |

Памятники природы областного значения
| Название         | Площадь, га | Год создания |
| ---------------- | ----------- | ------------ |
| «Колодезь»       | 2112        | 1990         |
| «Неруссо-Севный» | 893         | 1990         |
| «Болото Рыжуха»  | 2925        | 1995         |
| «Княжна»         | 810         | 1995         |
| «Будимля»        | 390         | 1995         |
| «Горемля»        | 588         | 1995         |
| «Максимовский»   | 295         | 1995         |

Заповедник находится на границе с Украиной, где рядом с заповедником Брянский лес находится украинский заповедник Деснянско-Старогутского национального природного парка, который прилегает к заповеднику Брянский лес.
Сотрудники заповедника издают эколого-просветительскую газету «Заповедный край», которая бесплатно распространяется среди библиотек и учебных заведений Трубчевского и Суземского районов.